# Patró analític
Un patró analític és una descripció o una plantilla per a la forma de resoldre un problema de química analítica que es pot utilitzar en moltes situacions diferents .

## Descriure un patró analític
Els suggeriments s'han plantejat per tenir un format coherent i uniforme per a descriure'ls. Un d'ells, proposat per Hahsler, té l'estructura següent:
- Nom del patró: un nom de patró realment ha de reflectir el significat del que està abstracció. Ha de ser simple perquè un pugui referir-s'hi durant l'anàlisi.
- Intenció: la intenció té com a objectiu descriure l'objectiu del patró està tractant d'aconseguir. També ha de descriure el problema que tracta de resoldre.
- Motivació: " Un escenari que il·lustra el problema i com el patró d'anàlisi contribueix a la solució a l'escenari concret "
- Forces i el context: " La discussió de les forces i tensions que s'hauran de resoldre pel patró d'anàlisi"
- Solució: " Descripció de la solució i de la relació de forces assolits pel patró d'anàlisi en l'escenari en la secció de motivació. Inclou tots els aspectes estructurals i de comportament pertinents del patró d'anàlisi" .
- Conseqüències: ha de posar l'accent en com l'objectiu s'aconsegueix pel patró d'anàlisi amb la seva limitació.
- Disseny: Suggeriments de les implementacions de disseny d'aquest model.
- Usos coneguts: exemples del món real d'aquest patró d'ús

Hi ha dues tasques principals en què el patró d'anàlisi s'utilitza com a programari de processos. Són els següents:
- El patró analític suggereix patrons de disseny i solucions fiables per als problemes comuns i facilita la transformació del model d'anàlisi en un model de disseny.
- Els patrons analítics desenvolupen els models d'abstractes analítics tan aviat com és possible. Aquests contenen els principals requisits del problema concret, proporcionant models d'anàlisi reutilitzables amb exemples, així com una descripció dels avantatges i limitacions.